# Марк Миър
Марк Миър (на английски: Mark Meer) е канадски актьор, сценарист и импровизатор. Той е международно известен от трилогията „Mass Effect“ в която озвучава ролята на мъжката версия на командир Шепърд. Също така озвучава още няколко персонажа, както и две от извънземните раси в играта – ханар и ворча.

## Кариера

### Видеоигри
Освен „Mass Effect“, Марк Миър озвучава и много от другите игри на компанията BioWare включително: „Baldur's Gate II: Shadows of Amn“, „Baldur's Gate II: Throne of Bhaal“, „Jade Empire“, „Neverwinter Nights: Hordes of the Underdark“, „Dragon Age: Origins“, „Dragon Age: Origins – Awakening“ и „Dragon Age II“. Миър участва и в ролята на полковник Джон Грисъм във филма „Red Sand“, който е базиран на „Mass Effect“ вселената и е създаден от студенти от Университета по съвременни технологии в Аризона.

### Театър
Марк Миър е главен участник в наградената с „Канадска комедийна награда“, импровизирана сапунена опера „Die-Nasty“ и е първият изпълнител, който играе 53 часа без сън в „Die-Nasty Soap-A-Thon“. Той е член на „Rapid Fire Theatre“ и основател на комедийната трупа „Gordon's Big Bald Head“. През 2005 г. Марк Миър е номиниран за награда „Elizabeth Sterling Haynes“, като съсценарист на сюрреалистичното комедийно шоу „Lobster Telephone“ в което играе ролята на Салвадор Дали. През 2006 г. получава награда „Elizabeth Sterling Haynes“ за „Най-добър поддържащ актьор“ в изпълнението си на няколко роли в постановката „Helen's Necklace“ играеща се в „Shadow Theatre“ в Едмънтън. През 2011, 2012, 2013 и 2014 г. е номиниран за няколко „Канадски комедийни награди“, включително и за „Най-добър импровизатор“.